# Conspiración de San Blas
La conspiración de San Blas fue una conspiración política que se produjo durante el reinado de Carlos IV. Fue llamada así porque fue descubierta el 3 de febrero de 1795, día de San Blas. 

## Historia
Estaba encabezada por el ilustrado mallorquín Juan Picornell —cuyas preocupaciones hasta entonces se habían centrado en la renovación pedagógica y en el fomento de la educación pública— y los conjurados trataban de dar un golpe de Estado apoyado por las clases populares madrileñas para «salvar a la Patria de la entera ruina que la amenaza». Tras el triunfo del golpe se habría formado una Junta Suprema, que actuaría como gobierno provisional en representación del pueblo, y tras la elaboración de una constitución se habrían celebrado elecciones, sin que estuviera claro si los conjurados se decantaban por la monarquía constitucional o por la república, aunque sí sabían que la divisa del nuevo régimen sería libertad, igualdad y abundancia. Picornell y los otros tres detenidos fueron condenados a morir en la horca, pero la pena fue conmutada por la de cadena perpetua que debían cumplir en la prisión de La Guaira en la Capitanía General de Venezuela, pero consiguieron escapar de allí el 3 de junio de 1797, colaborando a partir de entonces con los criollos partidarios de la independencia de las colonias españolas de América. Otros implicados en la conspiración fueron los abogados Juan de Manzanares y Bernardino Garasa, los traductores y profesores Juan Pons Izquierdo y José Lax de Boas, el matemático Sebastián Andrés, y el benjamín del grupo, Manuel Cortés y Campomanes.
Juan Picornell ideó en Venezuela un nuevo intento clandestino con Manuel Gual y José María España, pero también fracasó.